# Referèndum constitucional de Corea del Sud de 1972
El 21 de novembre de 1972 es va celebrar un referèndum constitucional a Corea del Sud. El president Park Chung-hee havia suspès la constitució i va dissoldre l'Assemblea Nacional a l'octubre. Gairebé immediatament es va començar a treballar en una nova constitució. El producte final, la Constitució de Yushin, era un document severament autoritari que ampliava dràsticament els poders del president i li permetia presentar-se a un nombre il·limitat de mandats de sis anys. Amb caràcter general, el document concentrava tot el poder de govern en mans de Park.
Segons dades oficials, el nou document va ser aprovat pel 92,3% dels votants, amb una participació del 91,9%. L'adopció de la constitució després de l'anunci dels resultats oficials del referèndum va donar lloc a la Quarta República de Corea del Sud.

## Resultats
| elecció                        | Vots       | %    |
| ------------------------------ | ---------- | ---- |
| Per                            | 13.186.559 | 92.3 |
| En contra                      | 1.106.143  | 7.7  |
| Vots en blanc/no vàlids        | 118.012    | –    |
| Total                          | 14.410.714 | 100  |
| Electors inscrits/participació | 15.676.395 | 91.9 |
| Font: Nohlen et al.            |            |      |

| Regió                                            | A favor   | %    | En contra | %    | Total     | Participació |
| ------------------------------------------------ | --------- | ---- | --------- | ---- | --------- | ------------ |
| Seül                                             | 2.045.941 | 82,5 | 410.474   | 16.6 | 2.479.585 | 80,5         |
| Busan                                            | 772.749   | 85,0 | 127.512   | 14.0 | 909.346   | 93.9         |
| Gyeonggi-do                                      | 1.508.712 | 92,8 | 104.759   | 6.4  | 1.626.187 | 94.2         |
| Chungcheongbuk-do                                | 621.723   | 92,8 | 35.453    | 5.3  | 662.739   | 94,9         |
| Chungcheongnam-do                                | 1.213.614 | 93.4 | 74.225    | 5.7  | 1.298.688 | 94,8         |
| Gangwon-do                                       | 791.608   | 95,8 | 29.715    | 3.6  | 826.398   | 97.1         |
| Jeollabuk-do                                     | 1.015.489 | 93,5 | 61.186    | 5.6  | 1.086.542 | 94.2         |
| Jeollanam-do                                     | 1.686.340 | 95.1 | 74.741    | 4.2  | 1.773.221 | 93.4         |
| Gyeongsangbuk-do                                 | 1.983.081 | 94.1 | 104.873   | 5.0  | 2.108.501 | 95.3         |
| Gyeongsang del Sud                               | 1.383.424 | 94.4 | 74.981    | 5.1  | 1.466.227 | 95.3         |
| Jeju-do                                          | 163.885   | 94.6 | 8.224     | 4.7  | 173.280   | 94,9         |
| Font: Kyunghyang Shinmun, 23 de novembre de 1972 |           |      |           |      |           |              |